# Tence
Tence é uma comuna francesa na região administrativa de Auvérnia-Ródano-Alpes, no departamento de Alto Loire. Estende-se por uma área de 52,6 km². Em 2010 a comuna tinha 3 140 habitantes (densidade: 59,7 hab./km²).